# Bytyń (województwo wielkopolskie)

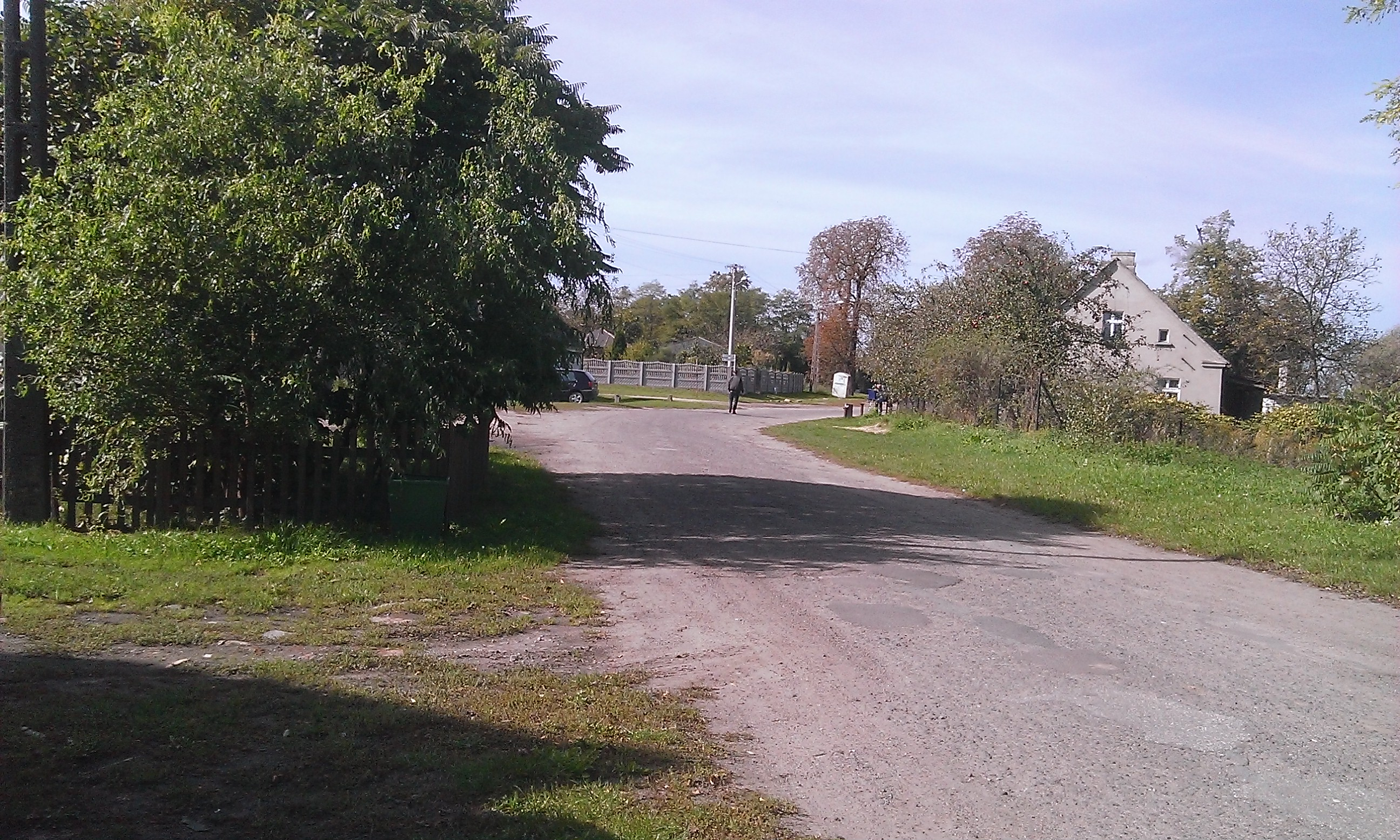
Fragment wsi

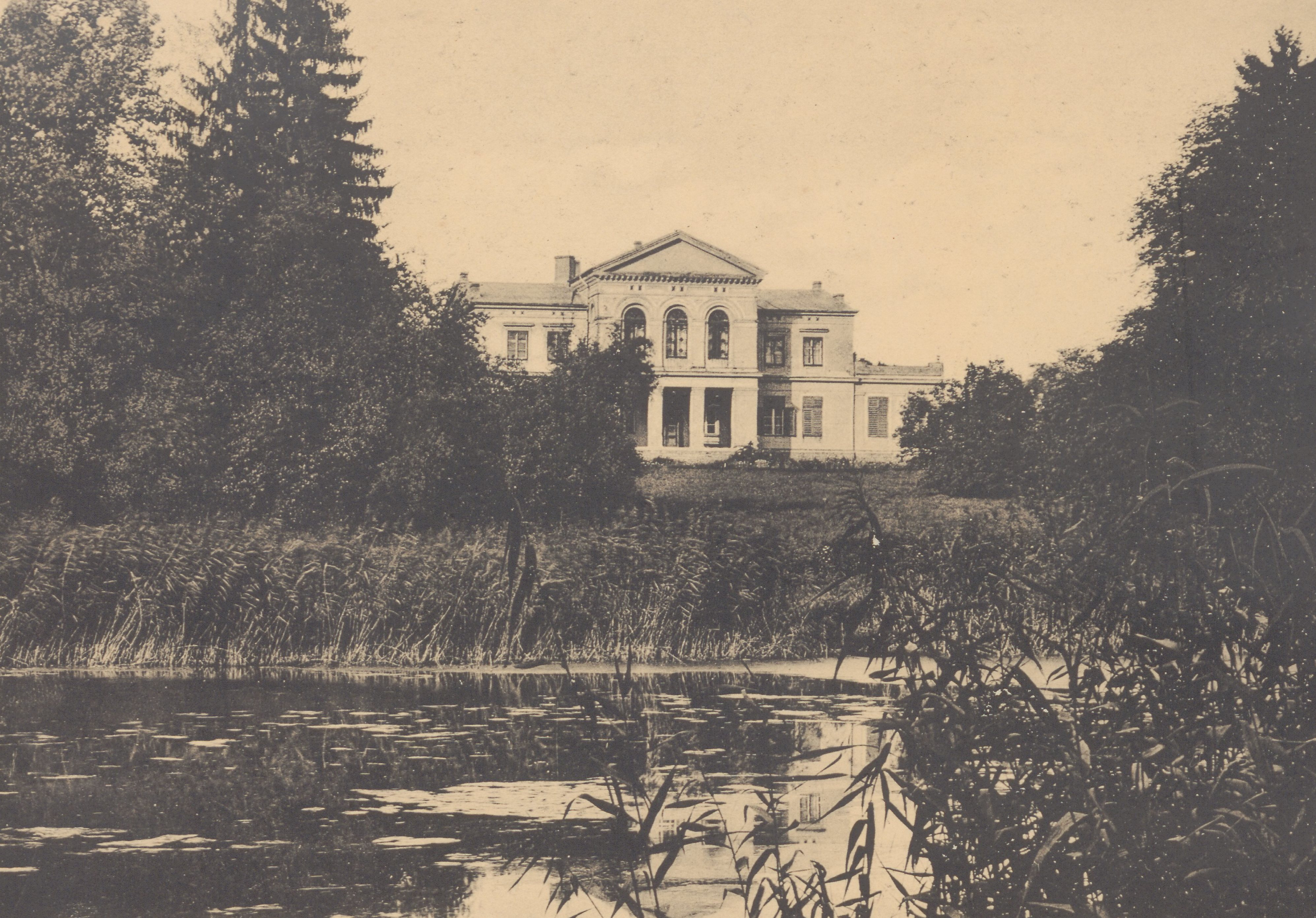
Widok pałacu przed 1914

Bytyń (niem. Bythin, Biten) – wieś sołecka w Polsce położona w województwie wielkopolskim, w powiecie szamotulskim, w gminie Kaźmierz, nad Jeziorem Bytyńskim, przy drodze krajowej nr 92.

## Nazwa
Wieś wymieniona została łacińskim dokumencie z 1322 jako "Bitino", 1327 "Bithin", 1386 "Bytim", 1418 "Byttyn", 1426 "Pithin", 1427 "Bethania alias Bithin”. W latach 1383-1384 Bytyń wymieniony został po łacinie jako "fortalitium" czyli umocnienie, a w 1389 jako "castrum" (pol. "zamek"). Wieś w średniowieczu była miastem. W 1447 odnotowano miasto Bytyń. Ponownie jako miasto odnotowano miejscowość w 1526 i 1533. W języku niemieckim występowała w postaciach Biten oraz Bythin.

## Historia
Wieś pierwotnie związana była z Wielkopolską. Ma metrykę średniowieczną i istnieje co najmniej od pierwszej połowy XIV wieku. Tereny, na których powstała miejscowość były jednak zasiedlone znacznie wcześniej. W okolicach wsi, w 1873, został odnaleziony skarb miedziany z ok. 2000 r. p.n.e. W jego skład wchodziła m.in. para wołków w jarzmie (Wołki z Bytynia) – unikatowy w Polsce zabytek archeologiczny. Na jeziorze Bytyńskim, na Dużej Wyspie Komorowskiej archeolodzy odnaleźli pozostałości osady kultury łużyckiej, a w nim duże ilości bursztynu, a także grodzisko wklęsłe funkcjonujące od ok. VII wieku do średniowiecza. W pobliżu zachodnich zabudowań wsi Młodasko odkryto także grodzisko stożkowate z ok. XII wieku.
W średniowieczu miejscowość była początkowo wsią szlachecką należącą do Drogosławiczów, a później do Bytyńskich, którzy od nazwy wsi przyjęli odmiejscowe nazwisko oraz od 1520 do Konarzewskich herbu Poraj. W XV wieku stała się miastem, które w 1447 leżało w powiecie poznańskim Korony Królestwa Polskiego. W latach 1267-1278 w miejscowości wzniesiono kościół parafiany. W 1510 była siedzibą własnej parafii w dekanacie Wronki.
W latach 1303-1330 właścicielem wsi był kanclerz Królestwa Polskiego, dziekan poznański, sędzia królewski, kasztelan międzyrzecki Piotr Drogosławicz. W 1327 papież Jan XXII polecił przywrócić dziekanowi poznańskiemu zabrane mu zamki, a w tym m.in. Bytyń oraz okoliczne wsie.
W latach 1378-1407 właścicielem Bytynia, Nojewa, Nieczajny i Młodawska był kasztelan starogrodzki Mikołaj Bytyński herbu Łodzia. W latach 1388-1401 dokumenty historyczne odnotowały jego syna Wojciecha, w 1399 jego synow Jakuba, Bieniaka i Miroszka, w 1403 jego syna Pietrasza i w 1403 syna Bodzętę. 
W 1384 starosta generalny Wielkopolski Peregryn z Węgleszyna, wojewoda poznański Wincenty z Kępy, kasztelan nakielscy Wincenty Świdwa oraz inni oburzeni na Mikołaja herbu Łodzia za to, że trzymał stronę kasztelana poznańskiego Domarata z Pierzchna, oblegali jego fortalicjum Bytyń. Pożyczyli oni machiny oblężnicze od mieszczan poznańskich zostali odparci przez Mikołaja i w odwrocie złupili i spalili należące do niego wsie.
W latach 1399-1428 właścicielem we wsi Bytyń, Kunów, Młodawsko, Grąblewo i Wojków był kanonik poznański, altarysta i współpatron altarii św. Jana Chrzciciela w katedrze poznańskiej oraz pleban w Modrzu i Opalenicy  Mirosław, Miroszek Bytyński syn Mikołaja i bratanek kanclerza kapituły poznańskiej Mikołaja z Górki. W 1403 toczył on spór sądowy z Pietraszem Kotwiczem o 20 grzywien. W 1405 odnotowano kolejny spór sądowy jaki toczył z kmieciami z Żernik w parafii Tulce, w którym chłopi Święch i Mikołaj oskarżyli go o zabranie 4 wołów, a dwaj inni Panocha i Roko o 4 woły. W 1426 Mikołaj Górka kanclerz kapituły poznańskiej wraz ze swoimi bratankami w tym z kanonikiem poznańskim Mirosławem z Bytynia zawarł umowę dotyczącą budowy zamku w Kórniku.
W historycznych źródłach odnotowani zostali także zwykli mieszkańcy miejscowości. W 1426 wspomniany został Maciej krawiec z Bytynia dłużny 2 grzywny i 41 groszy Wojciechowi synowi Czerzucha z Soboty.  W czasie wojny trzynastoletniej Bytyń wystawił w 1458 roku 1 pieszego na odsiecz oblężonej polskiej załogi Zamku w Malborku.
W 1521 król polski Zygmunt I Stary zezwolił Piotrowi Konarzewskiemu jako opiekunowi małoletniego Macieja Bytyńskiego na sprzedaż Wojkowa i przeniesienie z tej miejscowości na inne dobra czynszu dla altarysty w katedry poznańskiej. W 1525 Jadwiga Bytyńska, zakonnica w Owińskach przyrzekła sprzedać, a 1526 w asystencji stryjów Piotra Kunowskiego i Piotra Młodawskiego oraz wuja Jana Dokowskiego sprzedała Piotrowi Konarzewskiemu sędziemu poznańskiemu za 2000 grzywien miasto Bytyń oraz części we wsiach Rościegniewice, Witkowice, Gorgoszewo i dziedzinę opuszczoną o nazwie Bądowo, które przypadły jej w spadku po śmierci brata Macieja Bytyńskiego. W 1526 Zygmunt Stary zezwolił zakonnicom w Owińskach zakupić czynsz za 700 grzywien, z tym że zakonnica Jadwiga Bytyńska mogła z tej sumy podarować komukolwiek 200 grzywien. W 1533 Elżbieta wdowa po tenutariuszu kcyńskim Wojciechu ze Słupów skwitowała Piotra Konarzewskiego z sumy 1000 grzywien zapisanych jej na mieście Bytyń, wsiach osiadłych Rościegniewice, Witkowice oraz częściach wsi opuszczonych, Gorgoszewo i Bądowo. W 1537 Andrzej Konarzewski dał w dożywocie swojej żonie Dorocie córce zmarłego Jana Sławskiego miasto Bytyń, wieś Konarzewo, części wsi Witkowice, Gorgoszewo, Rościegniewice oraz wieś opuszczoną Bądowo.
Miejscowość odnotowano również w historycznych rejestrach poborowych dzięki czemu zachował się XVI wieczny obraz miejscowości. W 1463 miasto Bytyń zapłaciło trzecią ratę cyzy w wysokości 10 groszy. W 1507 miał miejsce pobór z ról w mieście. W 1508 zapłaciło ono wiardunki wojenne z 8 łanów, z karczmy 7 groszy. W 1510 pobrano podatki z 5 łanów. W 1510 miejscowość była własnością szlachecką. Odnotowano w niej 8 łanów osiadłych, 5 łanów opuszczonych, 5 zagrodników. W 1563 miał miejsce pobór od 6 łanów, wiatraka, kocioła do palenia gorzałki, karczma, kowala, trzech mieszkańców. W 1577 płatnikiem poboru podatkowego była Dorota Konarzewska. W 1580 zapłaciła ona od 6 łanów, 6 zagrodników, jednego kolonisty oraz od kowala. 
Na przełomie XV i XVI wieku posiadał prawa miejskie – między 1447 a 1537 rokiem występował w dokumentach jako miasto. Wieś szlachecka Bytyń położona była w 1580 roku w powiecie poznańskim województwa poznańskiego w Rzeczypospolitej Obojga Narodów. Przed I rozbiorem Polski w 1751 roku miejscowość kupił starosta pobiedziski, miecznik i chorąży wschowski Andrzej Niegolewski z Niegolewa (1714–1770). Wskutek II rozbioru Polski w 1793, miejscowość przeszła pod władanie Prus i jak cała Wielkopolska znalazła się w zaborze pruskim. W początku 1806 w Wielkopolsce wybuchło zwycięskie dla Polaków powstanie wielkopolskie. Po zwycięskim powstaniu w listopadzie tego roku w bytyńskiej karczmie generał Jan Henryk Dąbrowski spotkał się z francuskim cesarzem Napoleonem Bonaparte. W 1807 miejscowość wraz z częścią Wielkopolski znalazła się w granicach nowo utworzonego Księstwa Warszawskiego..
W XIX wieku Słownik geograficzny Królestwa Polskiego odnotował także miejscowość pod nazwą "Bytyń" oraz dwiema niemieckimi "Biten" oraz "Bithin". Wieś wówczas leżała w powiecie szamotulskim i liczyła wówczas 9 domów zamieszkanych przez 64 mieszkańców z czego 20 było ewangelikami, 26 katolikami, a 18 wyznawało judaizm. Słownik odnotował także we wsi 9 analfabetów. W XIX wieku miejscowość przeszła w wyniku małżeństwa na dwa pokolenia w ręce Gąsiorowskich – Bronisława i jego córki Heleny. Do rodu Niegolewskich Bytyń powrócił w XX wieku na drodze dziedziczenia..
W 1918 po zwycięskim dla Polaków powstaniu wielkopolskim miejscowość wraz z częścią Wielkopolski znalazła się w granicach II Rzeczpospolitej. W 1926 roku majątek Bytyń wraz z folwarkiem Witkowice obejmował 2146 ha, miał gorzelnię, krochmalnię i tartak. Do roku 1939 jego właścicielem był Andrzej Niegolewski.
W latach 1954–1961 wieś należała i była siedzibą władz gromady Bytyń, po jej zniesieniu w gromadzie Kaźmierz. 
W latach 1975–1998 miejscowość administracyjnie należała do województwa poznańskiego.

## Urodzeni w miejscowości
W 1787 roku w Bytyniu urodził się Andrzej Niegolewski, bohater spod Somosierry. 

## Zabytki
- późnogotycki kościół Niepokalanego Poczęcia NMP
 Został zbudowany w 1534 roku, a w 1906 roku – przebudowywany i powiększony o kaplicę i kruchtę, od 1991 roku poddany gruntownemu remontowi. Wewnątrz kościoła w neobarokowym ołtarzu głównym znajduje się późnorenesansowy obraz Matki Boskiej z ok. 1630 roku[8].
- zespół pałacowo-parkowy
 Klasycystyczny dwór pierwotnie został wybudowany jako parterowy ok. 1785 roku prawdopodobnie przez budowniczego Bernarda Leinwebera z Poznania dla Niegolewskich. W ciągu XIX wieku dwukrotnie był rozbudowywany, m.in. przez nadbudowanie piętra[20]. W latach ok. 1990–2000 pałac został odrestaurowany i uzupełniony o przeszklone skrzydła[8]. Wokół niego rozpościera się park o powierzchni 11,1 ha ze starym drzewostanem, założony w 2 połowie XVIII wieku w stylu "włoskim", później przekształcony w krajobrazowy. W pobliżu pałacu stoi piętrowa oficyna neorenesansowa z końca XIX wieku i zabudowania folwarczne, m.in. wieża ciśnień, z początku XX wieku[8].

## Rezerwaty przyrody
W okolicy znajdują się rezerwaty przyrody:
- Rezerwat przyrody Bytyńskie Brzęki
- Rezerwat przyrody Brzęki przy Starej Gajówce
- Rezerwat przyrody Wyspy na Jeziorze Bytyńskim